# Pleasanton (Nowy Meksyk)
Pleasanton – jednostka osadnicza w Stanach Zjednoczonych, w stanie Nowy Meksyk, w hrabstwie Catron.